# Okéoké et Qulbutoké
Okéoké (ソーナノ, Sōnano, dans les versions originales en japonais) et son évolution Qulbutoké (ソーナンス, Sōnansu) sont deux espèces de Pokémon.

## Création
Propriété de Nintendo, la franchise Pokémon est apparue au Japon en 1996 avec les jeux vidéo Pocket Monsters Vert et Pocket Monsters Rouge. Son concept de base est la capture et l'entraînement de créatures appelées Pokémon, afin de leur faire affronter ceux d'autres dresseurs de Pokémon. Chaque Pokémon possède un ou deux types – tels que l'eau, le feu ou la plante – qui déterminent ses faiblesses et ses résistances au combat. En s'entraînant, ils apprennent de nouvelles attaques et peuvent évoluer en un autre Pokémon.
Okéoké est l'un des trois Pokémon dévoilés en avant-première de la saison 3 (Rubis-Saphir), aux côtés de Kecleon et Braségali.
L'étymologie de Okéoké peut être interprétée comme telle : « OK » répété deux fois de suite. L'étymologie de Qulbutoké peut être interprétée comme telle : « culbuto » (jouet pour enfant) et « toqué », signifiant fou, dérangé.

## Description
Ces deux Pokémon sont l'évolution l'un de l'autre : Okéoké évolue en Qulbutoké.

### Okéoké
Okeoke (en anglais Wynaut) est un Pokémon de type psy de la troisième génération. Physiquement, Okéoké ressemble à une petite créature bleue affublé d'un immense sourire avec une petite queue noire. Okéoké évolue en Qulbutoké au niveau 15. Pour l'obtenir dans un œuf à la Pension, l'un des parents doit tenir l'Encens Doux. Il mesure 60 cm de haut et pèse 4 kg.

### Qulbutoké
Qulbutoké (en anglais Wobbuffet) est un Pokémon de type psy de la deuxième génération. Physiquement, Qulbutoké ressemble à une quille renversée avec une petite queue noire. Ce Pokemon n'attaque jamais en premier, par contre, il utilise l'attaque de son adversaire pour se défendre. Il vit dans des endroits sombre comme les grottes.
Qulbutoké est l'évolution de Okéoké. Il mesure 130 cm de haut et pèse 28,5 kg.

## Apparitions

### Jeux vidéo
Okéoké et Qulbutoké apparaissent dans série de jeux vidéo Pokémon. D'abord en japonais, puis traduits en plusieurs autres langues, ces jeux ont été vendus à plus de 200 millions d'exemplaires à travers le monde.
Okéoké gère le service du méga magot et de la bourse d'échange dans le café Spinda (Donjon mystère - Explorateurs du ciel), permettant de se débarrasser de ses objets inutiles dans l'espoir de tirer le gros lot et de pouvoir observer la danse de Ludicolo.
Qulbutoké est l'un des quatorze Pokémon dont la fiche est disponible en six langues dans le Pokédex de Pokémon Diamant et Perle,.

### Série télévisée et films
La série télévisée Pokémon et les films qui en sont issus narrent les aventures d'un jeune dresseur de Pokémon du nom de Sacha, qui voyage à travers le monde pour affronter d'autres dresseurs ; l'intrigue est souvent distincte de celle des jeux vidéo.